# Rambla Williman
La Rambla Dr. Claudio Williman, coloquialmente conocida como Rambla Mansa, o Rambla Williman, es una avenida ubicada en las ciudades de Maldonado y Punta del Este. La vía se encuentra sobre la Playa Mansa del Río de la Plata, por lo que recibe la denominación de rambla (en lugar de avenida o bulelvar). Fue designada en honor al presidente uruguayo Claudio Williman. Su extensión es de aproximadamente 9 km, desde donde termina la Ruta Interbalnearia, hasta donde empieza la Rambla Artigas.

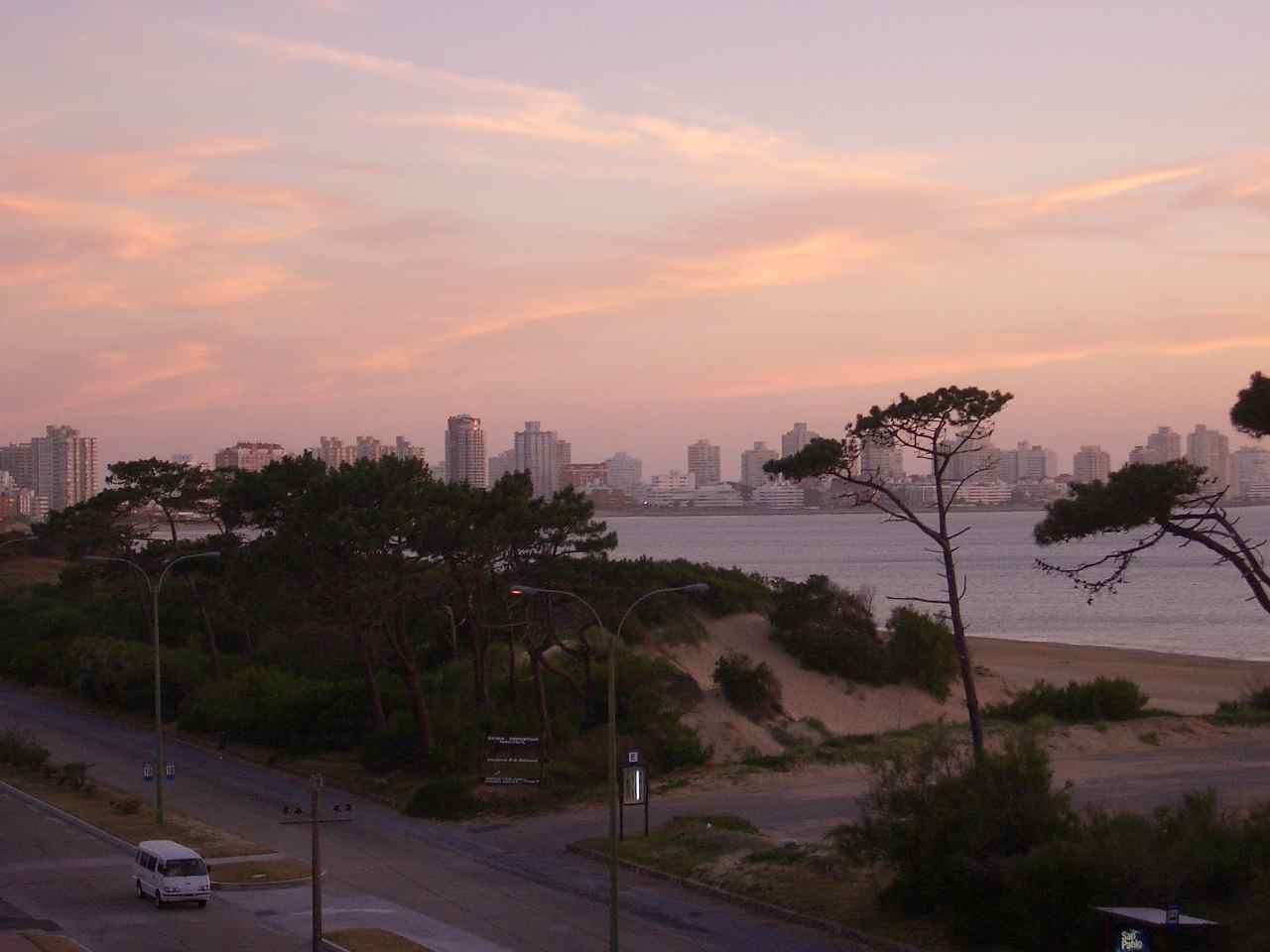
Rambla Claudio Williman sobre la Playa Mansa

La Rambla Williman se divide en paradas, identificándose con carteles en el cantero central de la avenida. La rambla se extiende desde la Parada 1 (a la altura de la Liga de Fomento de Punta del Este) hasta la Parada 39 (por la Laguna del Diario).
Existe sobre esta rambla un dos senderos de madera con vista al mar. El primero se extiende desde la Parada 1 hasta la Parada 3, y posteriormente se construyó una extensión, desde la Parada 3 hasta la Parada 5. A su vez, en la Parada 16, y sobre la playa, hay una glorieta de madera con bancos para disfrutar de las puestas de sol sobre la Bahía de Maldonado.

En diciembre de 2012 fueron instaladas las Estaciones saludables, con seis u ocho aparatos para hacer ejercicio, en varios puntos del departamento. Tres de estas estaciones fueron ubicadas en esta rambla: una en la Plaza República Argentina (Parada 16), otra en la Parada 31, y la última en la Parada 39.

## Claudio Williman

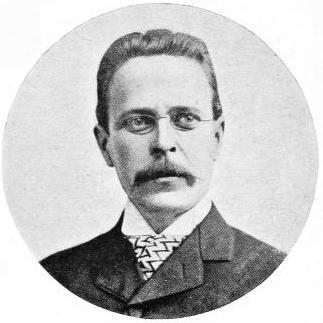

Claudio Williman, nacido en el año 1861, fue un abogado, profesor y político electo Presidente de Uruguay en 1907.
A sus 41 años, en 1902, fue nombrado Rector de la Universidad. Ocupó también el cargo de Ministro de Gobierno. Durante su presidencia, el 5 de julio de 1907, promulgó la ley por la cual se creó Punta del Este.

Falleció en el año 1934, a los 72 años.